# John David Rheinallt Jones
John David Rheinallt Jones (* 5. Juli 1884 in Llanrug, North Wales; † 30. Januar 1953), unter Angabe seiner Mittelnamen J. D. oft nur J. D. Rheinallt Jones, war ein walisisch-südafrikanischer Verleger und Senator der Südafrikanischen Union. Er gründete 1921 an der Witwatersrand-Universität die Zeitschrift Bantu Studies, als deren Herausgeber er fungierte.

## Engagement
Ab 1929 als Sekretär, von 1944 bis 1947 als Präsident und schließlich 1950 als Direktor des South African Institute of Race Relations setzte er sich für mehr Rechte der benachteiligten Völker Südafrikas ein. In dieser Funktion unterstützte Jones 1932 die Gründung von The Bantu World, einer Wochenzeitung für Schwarze.
Jones engagierte sich ebenfalls in der Pfadfinderbewegung in Südafrika. So war er 1933 Chefpfadfinder in der Südafrikanischen Union.

## Politik
Auf Grundlage des 1936 verabschiedeten Representation of Natives Act wurde Jones von 1937 bis 1942 zum Senator für die nichteuropäischstämmige Bevölkerung des  Transvaals und des Orange Free States in den Senat der Südafrikanischen Union gewählt.